# Skyline Cruisers
Pour plus de détails, voir Fiche technique et Distribution.
Skyline Cruisers (神偷次世代, San tau chi saidoi) est un film hong-kongais réalisé par Wilson Yip, sorti en 2000.

## Synopsis
Mac et son équipe de voleurs professionnels réussissent un gros coup, mais ce n'est toujours pas l'entente parfaite dans le groupe. Mac a en effet perdu une coéquipière quelques années auparavant et Bird ne lui a jamais pardonné. Ils sont mis sur un nouveau coup : récupérer un remède contre le cancer.

## Fiche technique
- Titre : Skyline Cruisers
- Titre original : San tau chi saidoi (神偷次世代)
- Réalisation : Wilson Yip
- Scénario : Sze-kit Chan, Kwok Chi-kin et Szeto Kam-Yuen, d'après une histoire de Greg Mellott
- Production : Raymond Chow et Stephen Chu
- Musique : Tommy Wai
- Photographie : Chan Chi-Ying
- Montage : Cheung Ka-Fai
- Costumes : Dora Ng
- Pays d'origine : Hong Kong
- Format : Couleurs - 1,85:1 - Dolby Digital - 35 mm
- Genre : Action
- Durée : 89 minutes
- Date de sortie : 2000 (Hong Kong)

## Distribution
- Leon Lai : Mac
- Jordan Chan : Bird
- Shu Qi : June
- Sam Lee : Sam
- Michelle Saram : Michelle
- Alex To
- Terence Yin
- Kong Lung
- Ken Wong